# Anaforalele bizantine
Termenul grecesc anafora (gr. αναφορα/rus. возношение), care în românește are sensul de „ofrandă (oferire)” , desemnează partea principală a Dumnezeieștii Liturghii sau, mai bine zis, rugăciunea euharistică centrală în timpul căreia se sfințesc și se prefac darurile de pâine și vin (amestecat cu apă) în Trupul și Sângele Domnului nostru Iisus Hristos. În tradiția liturgică rusă, anaforaua a mai fost numită și „canon euharistic” (inspirată din teologia occidentală), dar această denumire nu este întru totul corectă.  
Uneori prin Anafora se înțelege o parte mai vastă a Liturghiei sau chiar întreaga Liturghie a Credincioșilor, dar în realitate ea se referă la momentul ce urmează după cuvintele „Să mulțumim Domnului” și se încheie cu Amin-ul de la ecfonisul „Și ne dă nouă cu o gură și o inimă...”.

## Istoricul Anaforalelor
Mulți specialiști  au crezut că primul text al unei Anaforale îl avem în „Didahia celor 12 Apostoli (Διδαχη)”, dar, în cele din urmă s-a ajuns la concluzia că textul Didahiei nu poate reprezenta decât o parte a Anaforalei apostolice și nicidecum un text integral al ei. Cartea a VII-a a Constituțiilor Apostolice (Αποςτολικαι Διαταγαι) – sec. IV, prelucrează acest text și-l prezintă ca rugăciune de mulțumire după împărtășire .
Prin urmare, cel mai vechi text al unei Anaforale îl avem în „Tradiția Apostolică (Αποςτολικη ΠαραΔοσις)” a Sfântului Ipolit Romanul – lucrare scrisă pe la anul 218. Deși Sfântul Ipolit a fost episcop la Roma, textul Tradiției Apostolice reflectă tradiția alexandrină de la începutul sec. III.
Avem însă mărturii și mai vechi, de la Sf. Iustin Martirul și Filosoful († 165/166), dar acestea nu conțin textul Anaforalei, ci o simplă descriere în care se amintesc doar momentele de bază ale Anaforalei de la mijlocul secolului II și care, în esență, sunt asemănătoare cu cele de astăzi.
Din secolele următoare avem și alte referințe la vechile Anaforale. Cele mai importante dintre ele sunt:
- Testamentum Domini nostri Jesu Christi, scriere care datează de prin sec. II-III[7] și care reflectă tradiția liturgică siriacă din acea perioadă. Ideile teologice ale acestei Anaforale sunt asemănătoare cu cele din Anaforaua lui Ipolit Romanul.
- Constituțiile Apostolice sau Așezămintele Sfinților Apostoli (Αποςτολικαι Διαταγαι), în special cartea a VIII-a. Deși o vreme scrierea fost pusă pe seama Sfântului Clement Romanul, s-a demonstrat că documentul este apocrif și el datează de pe la anul 380. Unii chiar l-au atribuit unui scriitor semiarian, întrucât autorul, deși a trăit într-o epocă posterioară Sinodului de la Niceea (325), are o exprimare confuză privind dogma trinitară.[8]
- Texte apocrife al unor „Fapte ale Apostolilor”. Deși aceste nu pot fi incluse nicidecum în canonul biblic al Noului Testament, ele conțin diferite mărturii istorice de perioada imediat următoare apostolilor (sec. II-III) și care pot servi inclusiv la studiul vechilor Anaforale. Asupra acestor izvoare însă, chiar și cei mai „liberali” liturgiști au anumite rezerve. O anumită importanță în acest sens o reprezintă „Faptele lui Ioan [Teologul]” și „Faptele lui Toma” – apostoli care ar fi rostit Anaforale ce sunt redate în aceste scrieri.[9]

## Structură
În general, Anaforale au aproximativ aceeași structură:
- 0 Dialog preanaforal[10]
- 1 Introducerea (Praefatio[11]) care conține: a)Laudă și mulțumire adusă lui Dumnezeu-Tatăl,

b) o descriere despre facerea lumii și a omului, și alta despre c) mântuirea prin Hristos, Care S-a făcut Om pentru noi;
- 2 Imnul de împreuna slăvire cu Îngerii (Sanctus);
- 3 Se reiau ideile despre mântuirea și răscumpărarea prin Hristos și se face trecere la descrierea Cinei celei de Taină;
- 4 Cuvintele de instituire a Euharistiei (Institutio)[12]
- 5 Amintirea morții, îngropării și învierii Domnului (Anamnesis / αναμνησις) și oferirea în schimb a Darurilor de pâine și vin (amestecat cu apă);
- 6 Rugăciunea de invocare a Duhului Sfânt (Epiclesis / εΠικλησις) peste Biserică („noi”) și peste Darurile ce sunt puse înainte, precum și prefacerea lor în Trupul și Sângele Domnului;
- 7 Rugăciune de mijlocire / pomenire (intercessio) pentru cei adormiți (sfinți și simpli credincioși) și pentru cei vii. Aici de pomenesc dipticele și se rostesc ultimele cuvinte ale Anaforalei, apoi
- 8 Amin-ul final al credincioșilor